# Arnoldusstraße 26 (Arnoldsweiler)

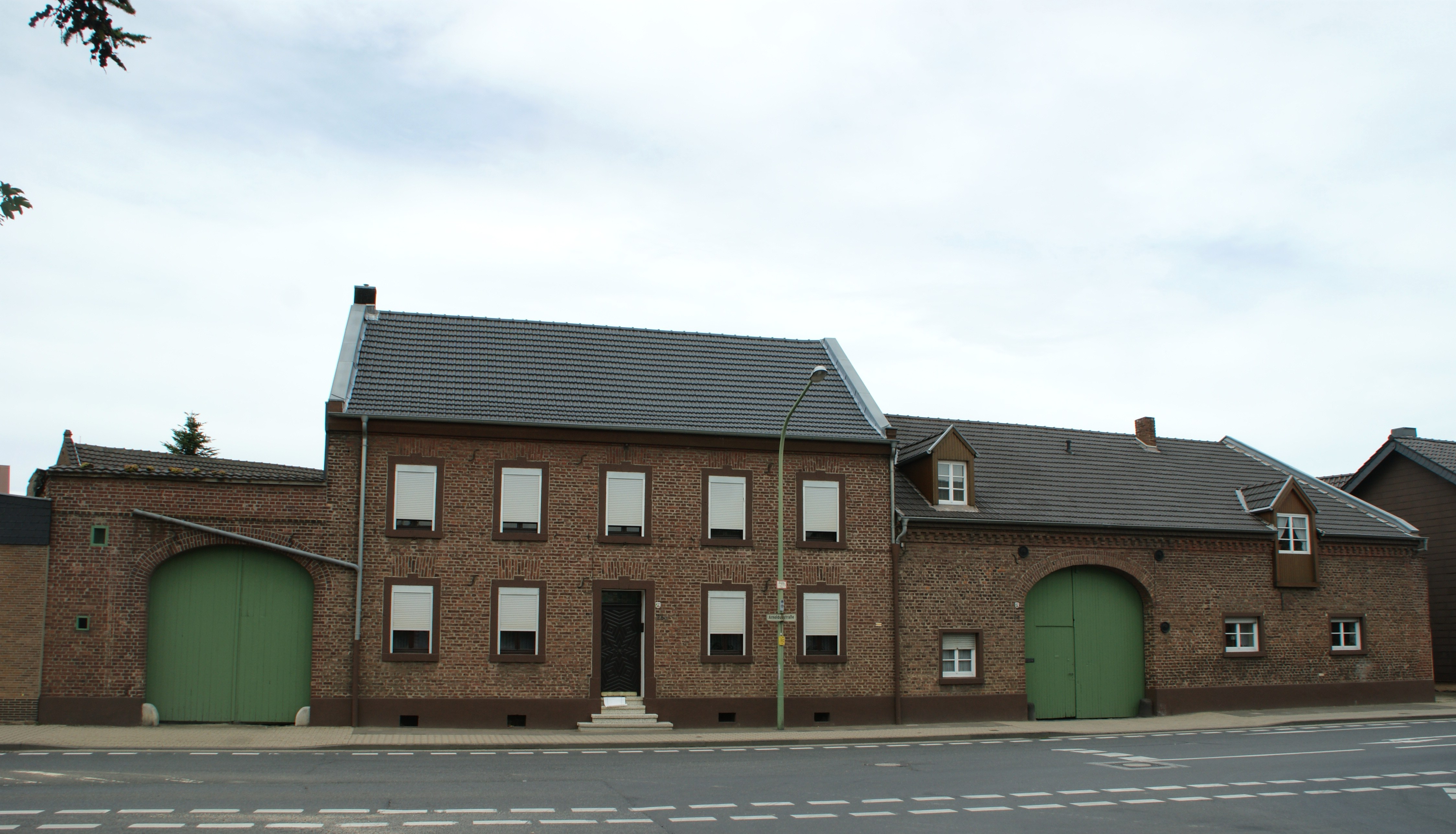
Arnoldusstraße 26

Das Gebäude Arnoldusstraße 26 befindet sich im Dürener Stadtteil Arnoldsweiler in Nordrhein-Westfalen. 
Die Hofanlage stammt nach einer inschriftlichen Datierung aus dem Jahre 1841.
Das zweigeschossige Wohnhaus ist aus Backsteinen traufständig und fünfachsig mit Satteldach erbaut. Die Fenstergewände bestehen aus Blaustein. An das Wohnhaus schließt sich ein niedriges Wirtschaftsgebäude, auch aus Backsteinen, mit einer rundbogigen Toreinfahrt an.
Das Bauwerk ist unter Nr. 13/013 in die Denkmalliste der Stadt Düren eingetragen.